# Atotonilco El Alto
Atotonilco El Alto – miasto w północno-wschodniej części meksykańskiego stanu Jalisco, w regionie Ciénega, położone około 90 km na wschód od stolicy stanu - Guadalajary. Jest siedzibą władz gminy Atotonilco El Alto. Miasto w 2010 r. zamieszkiwało 26 847 osób, natomiast ludność całej gminy liczyła 57 717 osób. Klimat Atotonilco El Alto jest subtropikalny, według klasyfikacji Wladimira Köppena, należy do umiarkowanie ciepłych (Cwa), z łagodnym, umiarkowanie wilgotnym latem i suchą zimą.   